# Maurice Lacroix (entreprise)
Pour les articles homonymes, voir Lacroix et Maurice Lacroix.

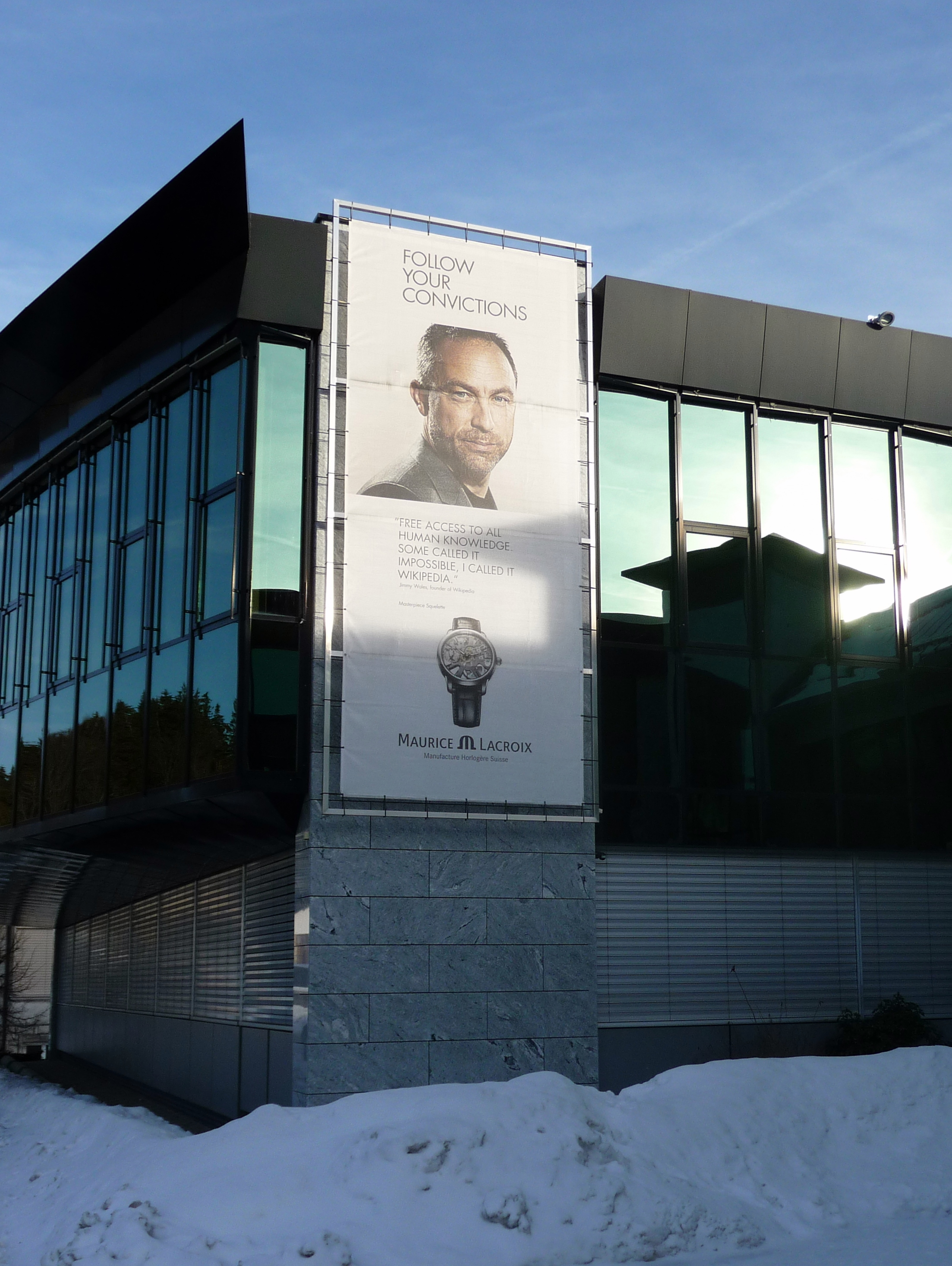
Mur ouest de la façade de l'usine Maurice Lacroix à Saignelégier.

L'entreprise Maurice Lacroix est une manufacture horlogère suisse de luxe implantée à Saignelégier et Montfaucon dans le canton du Jura, et dont le siège social se trouve à Zurich.

## Histoire et évolution de l'entreprise
Maurice Lacroix a été créée en 1975 par la firme commerciale Desco von Schulthess AG de Zurich.
Elle-même fondée en 1889, la compagnie Desco von Schulthess se consacrait à l'origine au commerce de la soie. Depuis 1946, elle était aussi devenue représentante de certaines marques de montres de luxe, parmi lesquelles Audemars Piguet, Heuer, Eterna et Jaeger-LeCoultre. Par la suite, Desco prend davantage position dans la commercialisation des montres. En 1961 elle devient propriétaire de l'usine d'assemblage Tiara à Saignelégier, dans le canton du Jura où elle commence à produire des montres en sous-traitance pour des grandes marques. En 1975, Desco lance sa propre marque : le nom de Maurice Lacroix est choisi en l'honneur d'un membre de son conseil d'administration, décédé précisément au moment où l'on cherchait un nom pour la nouvelle marque. La nouvelle entreprise est fondée par le Dr Peter Brunner, président et délégué du conseil d'administration de Desco.
En 1980, Maurice Lacroix connaît un succès tel que l'usine de Saignelégier cesse sa production pour des tiers. En 1989, la société rachète le fabricant de boîtes de montres Queloz SA, également à Saignelégier. Cette capacité de production autonome de ses propres boîtiers fait de Maurice Lacroix un fabricant à part dans le monde de l'horlogerie de luxe. Dans les années 1990 l'entreprise connaît une croissance en flèche avec le lancement de la série haut de gamme « Les Mécaniques », renommée par la suite la ligne «Masterpiece ». C'est ainsi que l'entreprise se hisse au premier rang des manufactures de montres suisses, à la fois en perpétuant l'artisanat traditionnel de l'horlogerie suisse et en créant des mouvements originaux pour la collection Masterpiece. En 2001, Maurice Lacroix S.A. devient légalement une entité autonome, et l'une des rares manufactures de montres suisses indépendantes. En 2010, la société emploie environ 300 personnes. La marque est représentée dans près de 4 000 magasins dans plus de 60 pays du monde entier.

## La collectionMasterpiece

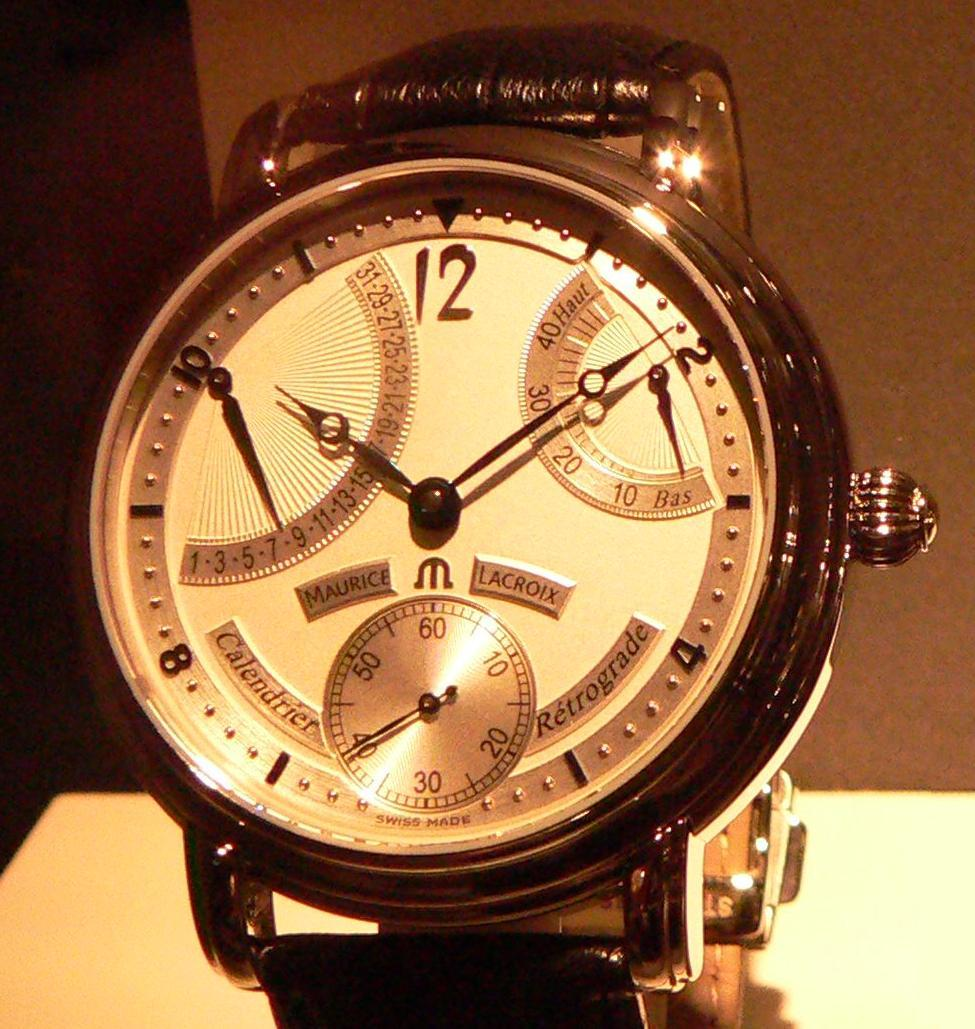
Modèle ML à calendrier rétrograde.

La ligne « Les Mécaniques / Masterpiece », comprend des modèles en série limitée fonctionnant avec des mouvements « historiques » ou « patrimoniaux », achetés au moment du pic de la « crise du quartz », puis perfectionnés. On note dans cette collection des montres-bracelets à alarme et des chronographes comportant des innovations techniques dérivées de mouvements traditionnels. Certaines montres de la collection sont basées sur des ébauches antérieurement développées par les firmes 
ETA, Unitas, et d'autres, puis modifiées en intégrant plusieurs complications, telles que les mouvements rétrogrades, les indicateurs de réserve de puissance, et les modules de calendrier.

## Mouvements originaux
En 2006, Maurice Lacroix crée le premier mouvement entièrement développé au sein de l'entreprise, le ML106 qui équipe le chronographe Masterpiece. D'autres mouvements originaux ont suivi, dont un mouvement automatique en 2011. Le passage à la fabrication des mouvements s'accompagne d'une augmentation de la taille des montres et d'un virage vers des modèles d'aspect plus moderne ou industriel.

## Partenariats
Maurice Lacroix a collaboré avec le fondateur de Wikipédia, Jimmy Wales, le musicien Bob Geldof et golfeur britannique Justin Rose dans le cadre d'une campagne de soutien à la marque. En mars 2014, Maurice Lacroix signe un partenariat avec le FC Barcelone.